# Franz Schulz
Pour les articles homonymes, voir Schulz.
Franz Schulz (né le 22 mars 1897 à Karolinenthal, mort le 4 mai 1971 à Muralto) est un écrivain et scénariste autrichien.

## Biographie
Schulz est né dans une famille bourgeoise et juive, cependant peu pratiquante. Son père est avocat et un ancien camarade de Friedrich Adler. Un de ses sœurs, Lucia, sera la première épouse du peintre László Moholy-Nagy.
Dès le Gymnasium, il fréquent les cercles littéraires du Café Arco et fait la connaissance notamment de Max Brod, Egon Erwin Kisch, Franz Kafka, Paul Leppin, Otto Pick et Franz Werfel.
Il devient étudiant en 1915 à la Karl-Ferdinands-Universität puis est enrôlé pour la Première Guerre mondiale jusqu'à l'armistice. Il va à Berlin puis revient à Prague et est journaliste de 1918 à 1920. Il écrit des scénarios de films dramatiques et policiers avant que son talent comique soit découvert.
En 1933, il émigre à Prague puis va en Angleterre et arrive à Hollywood. En 1940, il obtient la nationalité américaine et prend le nom de Francis George Spencer.
Après la fin de la Seconde Guerre mondiale, Schulz s'installe à Ascona en Suisse et écrit principalement des pièces de théâtre.

## Filmographie partielle
Films muets
- 1920 : Judith Trachtenberg
- 1920 : Die Verwandlung
- 1921 : Zirkus des Lebens
- 1924 : L'Étoile du cirque (Der Sprung ins Leben) de Johannes Guter
- 1926 : Der rosa Diamant
- 1927 : La Culotte
- 1927 : Rapa-nui
- 1928 : Princesse Olala (Prinzessin Olala) de Robert Land
- 1928 : Artisten
- 1928 : Crise
- 1928 : Le Président (Der Präsident) de Gennaro Righelli
- 1928 : Der Raub der Sabienerinnen
- 1929 : Adieu, Mascotte
- 1929 : Der Sträfling aus Stambul

Films parlants
- 1930 : Deux Cœurs, une valse (Zwei Herzen im Dreiviertel-Takt) de Géza von Bolváry
- 1930 : Le Chemin du paradis
- 1930 : Zwei Welten
- 1931 : Die Privatsekretärin
- 1931 : Bombes sur Monte-Carlo
- 1932 : Pile ou Face (Das Mädel vom Montparnasse) de  	Hanns Schwarz
- 1934 : Blossom Time
- 1934 : The Lottery Lover
- 1935 : La Chanson de la jeunesse (The Night Is Young) de Dudley Murphy
- 1939 : La Baronne de minuit
- 1940 : Double Chance
- 1952 : USA (Invasion USA)
- 1956 : Fuhrmann Henschel

## Source de la traduction
- (de) Cet article est partiellement ou en totalité issu de l’article de Wikipédia en allemand intitulé « Franz Schulz (Drehbuchautor) » (voir la liste des auteurs).